# 김현우 (탤런트)
김현우(중국어 간체자: 金炫宇, 병음: Jin Xuan Yu)는 대한민국의 배우이다. 키는 185cm이다. 하얼빈 공업대학을 나왔다. 대한민국 서울에서 태어나고 자랐으며 중국과 러시아로 유학을 가 경제,무역을 공부했다.

## 출연

### 드라마
- 2022년 MBC 금수저 (드라마) - VIP 셀럽 역

- 2022년 넷플릭스 더 패뷸러스 - VIP 셀럽 역

- 2023년 넷플릭스 도적: 칼의 소리 - 의뢰 영상 목소리 역

- 2023년 ENA 행복배틀 - 클럽 모델 역

- 2023년 SBS 마이데몬 - 화보 모델 역